# Waalwijk
Waalwijk (pronunciación: /ˈʋaːɫˌʋɛi̯k/ⓘ, aprox. valveyk) es un municipio y una ciudad de la provincia de Brabante Septentrional en el sur de los Países Bajos. Se encuentra en el área conocida como Langstraat, extendida de Bolduque a Geertruidenberg.
Abarca un área de 67,65 km², de los que 3,06 km² están ocupados por el agua. Su población el 30 de abril de 2017 era de 47.427 habitantes, con una densidad de 734 h/km².
Waalwijk es una pequeña ciudad en Brabante Septentrional que se sitúa entre Tilburg y 's-Hertogenbosch. Waalwijk solía ser muy conocido debido al gran negocio de sus zapaterías. Entre sus monumentos destacan la Kerk aan de Haven, propiedad de la Iglesia reformada, construida a mediados del siglo XV, y la Iglesia de San Juan, católica, proyectada por Hendrik Willem Valh en 1923-1924 en estilo tradicionalista con elementos neobizantinos.
A Waalwijk le fueron concedidos los derechos de ciudad en 1303. En 2003 Waalwijk celebró el centenario con el eslogan 'Waalwijk 700 jaar' (Waalwijk 700 años).
En su constitución actual data de 1997 cuando Sprang-Capelle y Waspik se incorporaron a Waalwijk. Los núcleos de población que lo forman son  Capelle, Vrijhoeve-Capelle, Sprang (el antiguo municipio de Sprang-Capelle) y Waspik junto con la ciudad de Waalwijk.

## Centros de población
- Capelle
- Vrijhoeve-Capelle
- Sprang
- Waalwijk
- Waspik

## Deportes
El club de fútbol local, RKC Waalwijk, juega en la máxima categoría del fútbol nacional, la Eredivisie. Sus partidos de localía los disputa en el Mandemakers Stadion con aforo en torno a los 7000 espectadores.

## Galería de imágenes

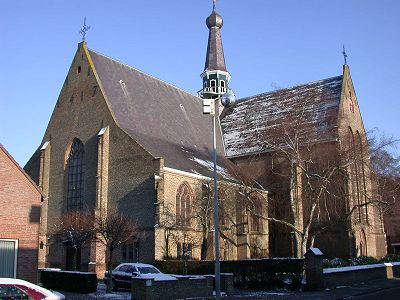
Kerk aan de Haven (iglesia en el puerto)
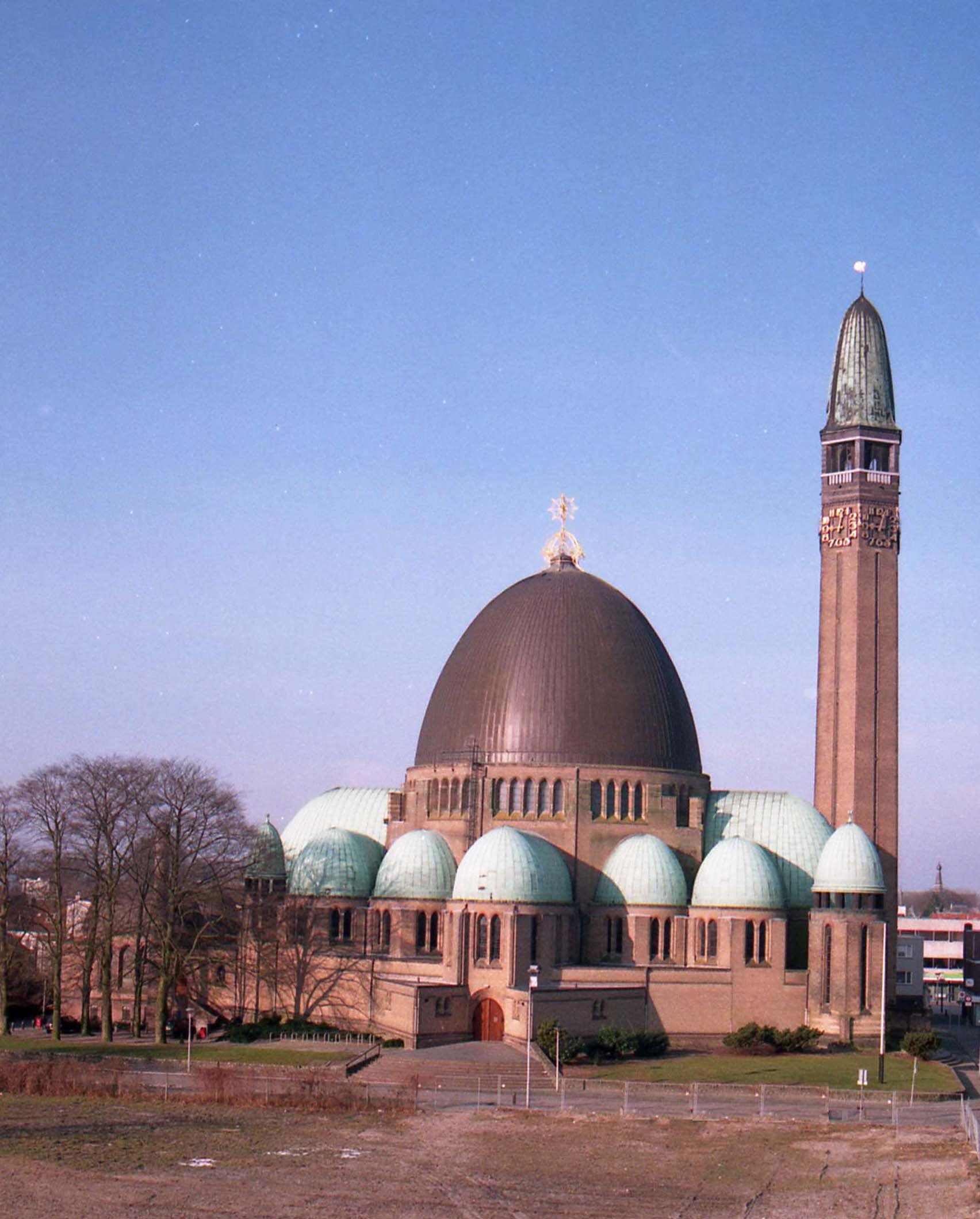
Iglesia de San Juan
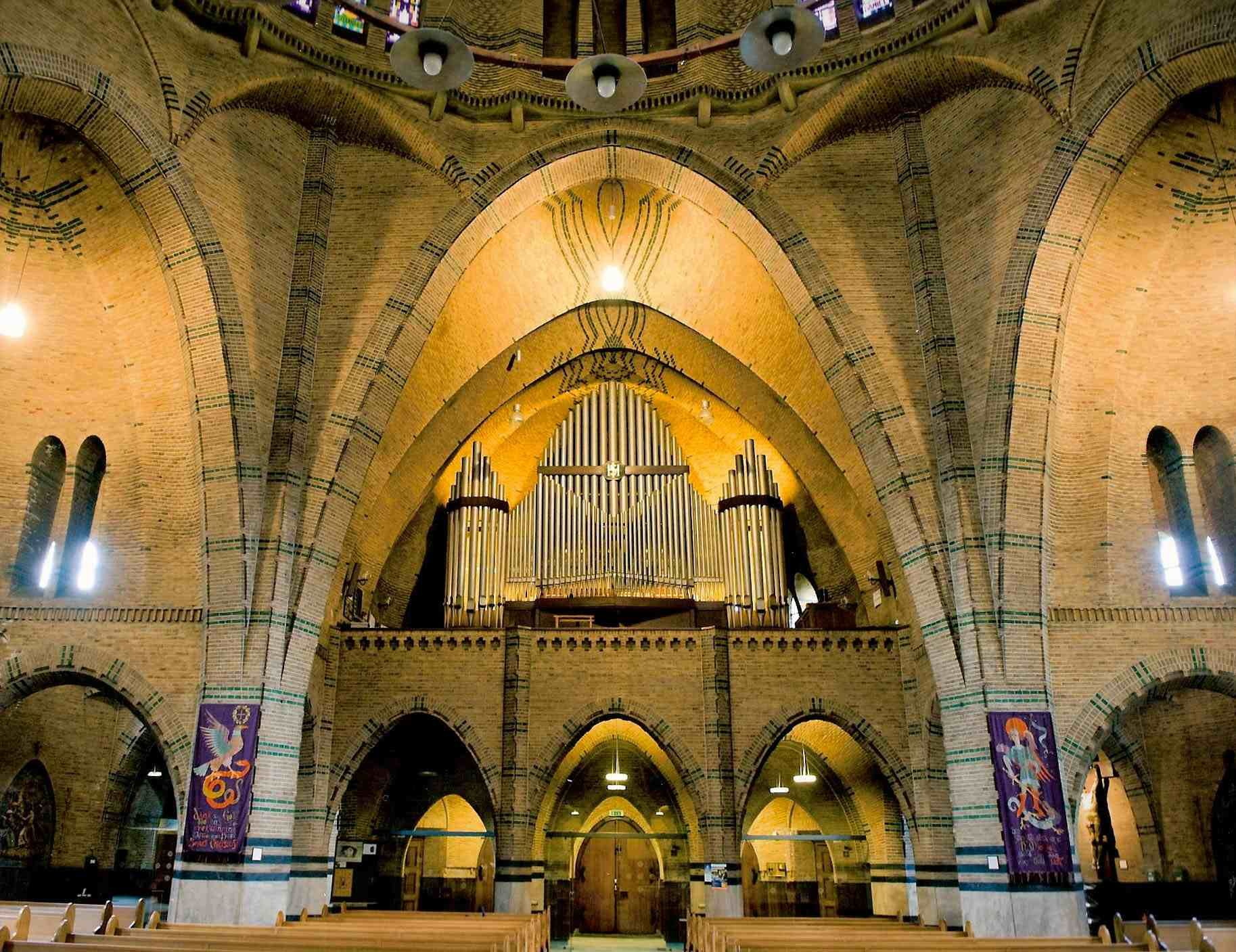
Iglesia de San Juan, interior
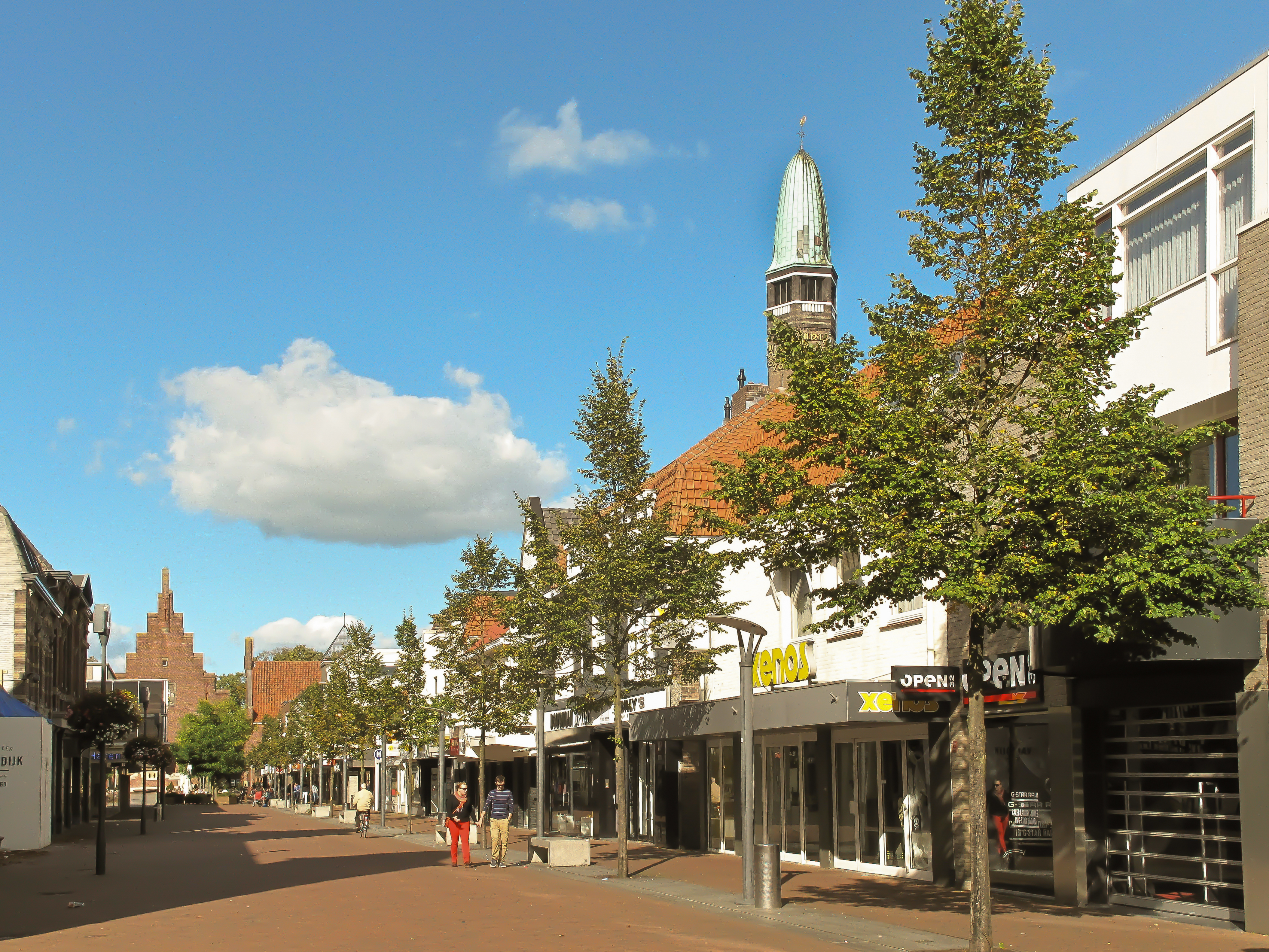
Vista de la calle (Stationsstraat)
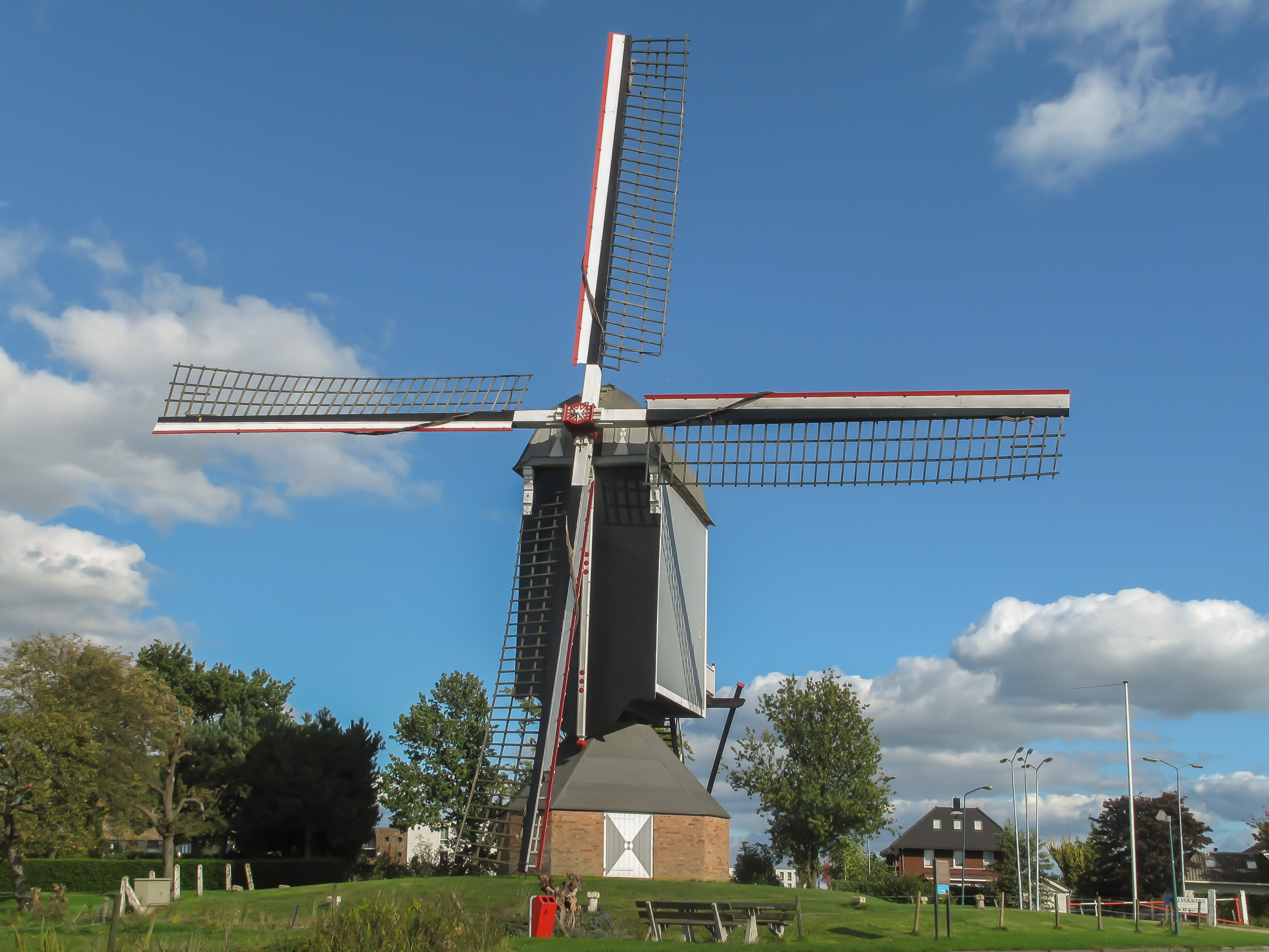
Molino de Sprang Capelle
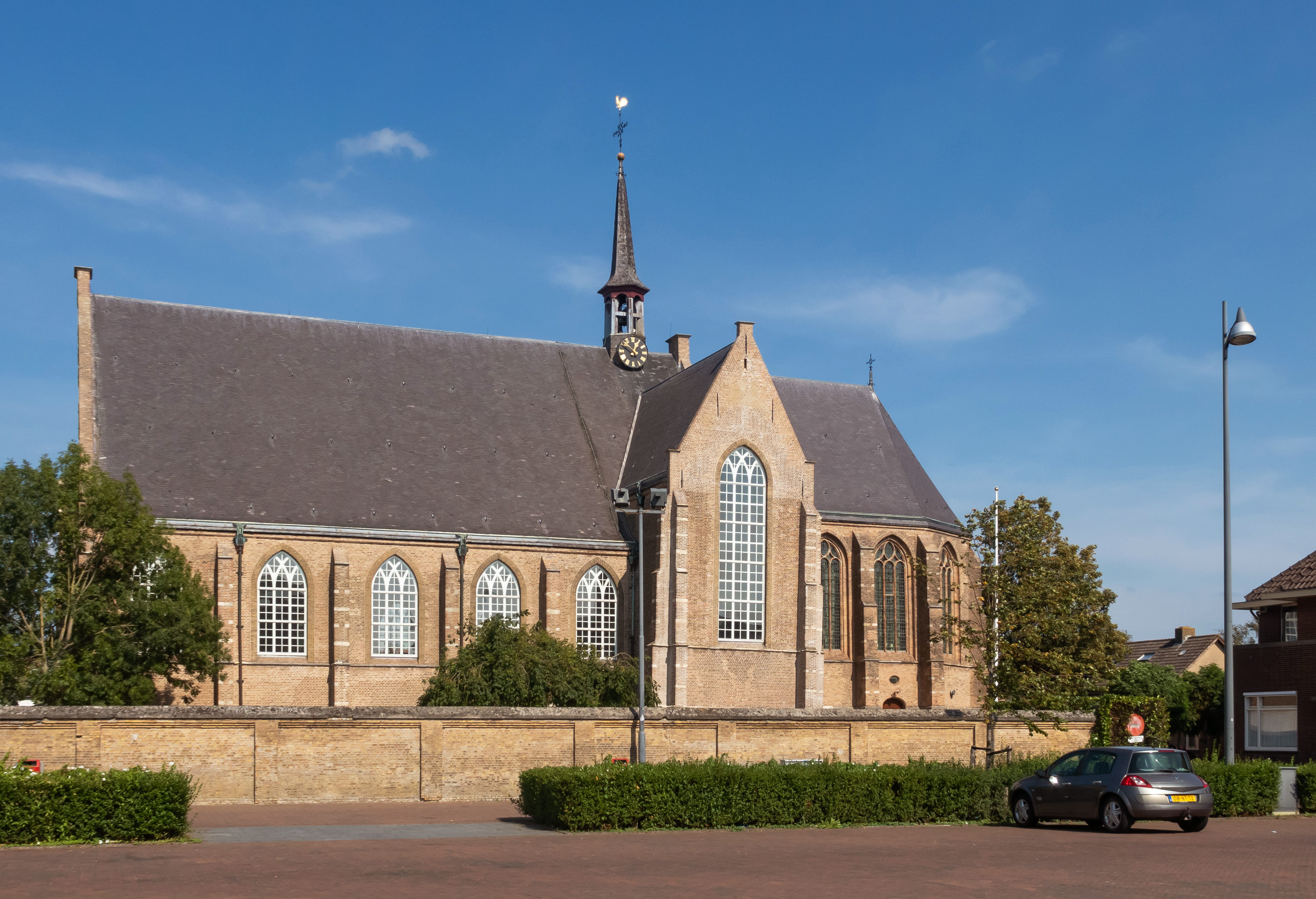
Iglesia en Waspik